# Micropolypodium
Micropolypodium, novi rod pravih paprati (papratnice) iz potporodice Grammitidoideae,. dio porodice Polypodiaceae, red Polypodiales. Kew ovaj rod tretira kao sinonim za Grammitis.
Postoje 3 vrste u Aziji (Kina, Indokina, Himalaja, Filipini). Rod je opisan u  Bot. Mag. (Tokyo) 42: 302, 341 (1928). Tipična je Micropolypodium okuboi
(Yatabe) Hayata.

## Vrste
1. Micropolypodium okuboi (Yatabe) Hayata
2. Micropolypodium pulogense (Copel.) A.R.Sm.
3. Micropolypodium sikkimense (Hieron.) X.C.Zhang

## Sinonimi
Nema.